# Arteriviridae
Arteriviridae es una familia de virus que infectan animales. Contienen un genoma ARN monocatenario positivo y por lo tanto se incluyen en el Grupo IV de la Clasificación de Baltimore. Estos virus son pequeños, con envoltura y con forma icosaédrica. La especie tipo es el virus de la arteritis equina (EAV), pero la familia incluye además el virus del síndrome respiratorio y reproductivo porcino (PRRSV), el virus de elevación de la lactato deshidrogenasa (LDV) del ratón y el virus de la fiebre hemorrágica de simios (SHFV).
Los arterivirus son altamente específicos a sus huéspedes, pero comparten muchas propiedades biológicas y moleculares, incluyendo la morfología del virión, un conjunto único de proteínas estructurales, estrategias de organización genómica y replicación, y la habilidad de establecer infecciones prolongadas en sus huéspedes naturales. Sin embargo, la epidemiología y patogénesis de la infección causada por cada virus es diferente, al igual que las enfermedades que originan.